# Toni Hallio
Toni Hallio (Helsinki, 11 aprile 1980) è un batterista finlandese.

## Carriera
Nel 1996 fonda i Norther (che inizialmente adottavano il nome Requiem) insieme a Petri Lindroos.
Nel 2005 esce dalla band, ma è presente nell'album Till Death Unites Us uscito nel gennaio 2006; verrà poi sostituito da Heikki Saari.
Attualmente non fa parte di nessuna band professionista.

## Discografia

### Con i Norther

#### Demo
- Warlord - 2000

#### Full-length
- Dreams of Endless War - 2002
- Mirror of Madness - 2003
- Death Unlimited - 2004
- Till Death Unites Us - 2006

#### EP
- Solution 7 - 2005

#### DVD
- Spreading Death - 2004